# Vikram Dharma
Vikram Dharma, född omkring 1956, död 28 juni 2006 i Chennai, Tamil Nadu, Indien, var en berömd indisk stuntskådespelare som medverkade i många kampscener. Han fick bland annat ta emot Filmfare Awards 2005 för sina insatser i filmen Yuva.

## Filmografi
- 2006 - Guru
- 2006 - Zamaanat
- 2004 - Yuva
- 2001 - Daddy